# Jan Monkiewicz (ekonomista)
Jan Monkiewicz (ur. 13 sierpnia 1949 na Syberii) – polski ekonomista, urzędnik państwowy, pracownik naukowy Politechniki Warszawskiej oraz Szkoły Głównej Handlowej w Warszawie.

## Życiorys
Absolwent Szkoły Głównej Planowania i Statystyki w Warszawie, stypendysta Fundacji im A. Humboldta. W 1982 habilitował się w SGH na podstawie pracy Podstawy polityki międzynarodowego transferu wiedzy technicznej. W 1989 otrzymał tytuł profesora nauk ekonomicznych. Pracownik naukowy Szkoły Głównej Handlowej i Politechniki Warszawskiej (PW). Ekspert ONZ i Banku Światowego, podsekretarz i sekretarz stanu w Urzędzie Rady Ministrów w latach 1994–1996. Prezes Zarządu Powszechnego Zakładu Ubezpieczeń SA (1996–1997) i Towarzystwa Ubezpieczeń na Życie Polisa Życie SA (1998–2002). 
Po powołaniu w 2002 Komisji Nadzoru Ubezpieczeń i Funduszy Emerytalnych (w miejsce zlikwidowanego Urzędu Nadzoru nad Funduszami Emerytalnymi i Państwowego Urzędu Nadzoru Ubezpieczeń) jej przewodniczący do roku 2006, kiedy została ona zlikwidowana wraz z Komisją Papierów Wartościowych i Giełd i zastąpiona Komisją Nadzoru Finansowego. 
W latach 2010–2023 członek rady nadzorczej Aegon Powszechnego Towarzystwa Emerytalnego, od kwietnia do czerwca 2011 delegowany do pełnienia funkcji członka zarządu PTE. 
Był członkiem Komitetu Wykonawczego Międzynarodowego Stowarzyszenia Nadzorów Ubezpieczeń (IAIS). Następnie Zastępca Sekretarza Generalnego Geneva Association. Doradca prezesa NBP Marka Belki.
Członek rad nadzorczych instytucji finansowych. Autor licznych publikacji naukowych. 
Członek Rady Programowej „Gazety Ubezpieczeniowej”, Człowiek Roku Ubezpieczeń 2003.
Związany z SLD.

## Stanowiska
- Pracownik naukowy Politechniki Warszawskiej, kierownik Zakładu Finansów na Wydziale Zarządzania PW[3]
- Pracownik naukowy Szkoły Głównej Handlowej
- 1994–1996: podsekretarz i sekretarz stanu w Urzędzie Rady Ministrów
- 1996–1997: prezes Zarządu Powszechnego Zakładu Ubezpieczeń SA
- 1998–2002: prezes Zarządu Towarzystwa Ubezpieczeń na Życie Polisa Życie SA
- 2002–2006: przewodniczący Komisji Nadzoru Ubezpieczeń i Funduszy Emerytalnych
- Zastępca sekretarza generalnego Geneva Association
- Doradca Prezesa NBP Marka Belki[1]

## Członkostwa
- członek Komitetu Wykonawczego Międzynarodowego Stowarzyszenia Nadzorów Ubezpieczeń (IAIS)
- 1984–1986 członek Komitetu Naukoznawstwa Polskiej Akademii Nauk
- członek rad nadzorczych instytucji finansowych
- członek Rady Programowej Gazety Ubezpieczeniowej[1]

## Nagrody, wyróżnienia i odznaczenia
- Człowiek Roku Ubezpieczeń 2003
- Sześciokrotne wyróżnienie za działalność naukową i dydaktyczną Ministra Nauki i Szkolnictwa Wyższego
- Wyróżniony nagrodami rektora Politechniki Warszawskiej

## Ważniejsze publikacje
- Fundusze emerytalne – II filar – współautor B. Hadyniak, 1999
- Zarządzanie finansami ubezpieczeń – współautorzy L. Gąsiorkiewicz, B. Hadyniak, 1999
- Podstawy ubezpieczeń, t. I i II, red. całości i współautor, 2000
- Ubezpieczenia w Unii Europejskiej, red. całości i współautor, 2002